# Slowakisches Nationalarchiv

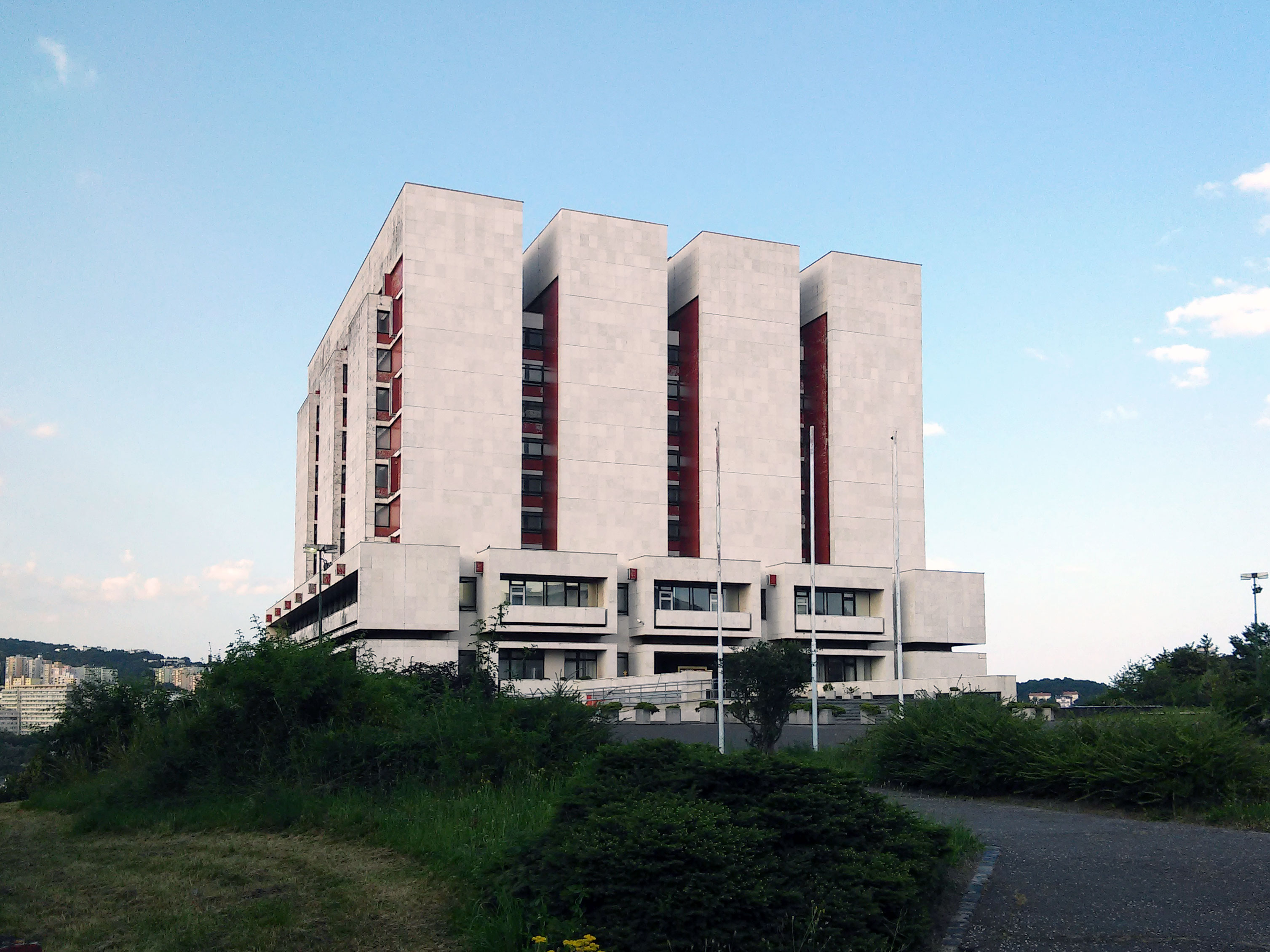
Nationalarchiv der Slowakei (2016)

Das  Slowakische Nationalarchiv (Slovenský národný archív) ist ein Staatsarchiv in Bratislava. 
Es steht unter der Verwaltung des Innenministeriums der Slowakei. Das jetzige Gebäude des Archives wurde 1970 bis 1983 nach den Plänen des Architekten Vladimír Dedeček errichtet. Das Nationalarchiv ist das größte Archiv in der Slowakei und das größte Ausbildungszentrum für Archivare in der Slowakei. Das Archiv wurde 1952 gegründet.
Das erste Archiv der Slowakei wurde 1928 gegründet. Die heutige Organisation wurde 1952 gegründet und hatte seitdem wechselnde Namen. Nachdem es erst Slowakisches Zentralarchiv hieß, wurde es 1975 in Staatsarchiv der Slowakischen Sozialistischen Republik umbenannt. 1991 erhielt es seine heutige Bezeichnung.